# Kronprinzenwerk

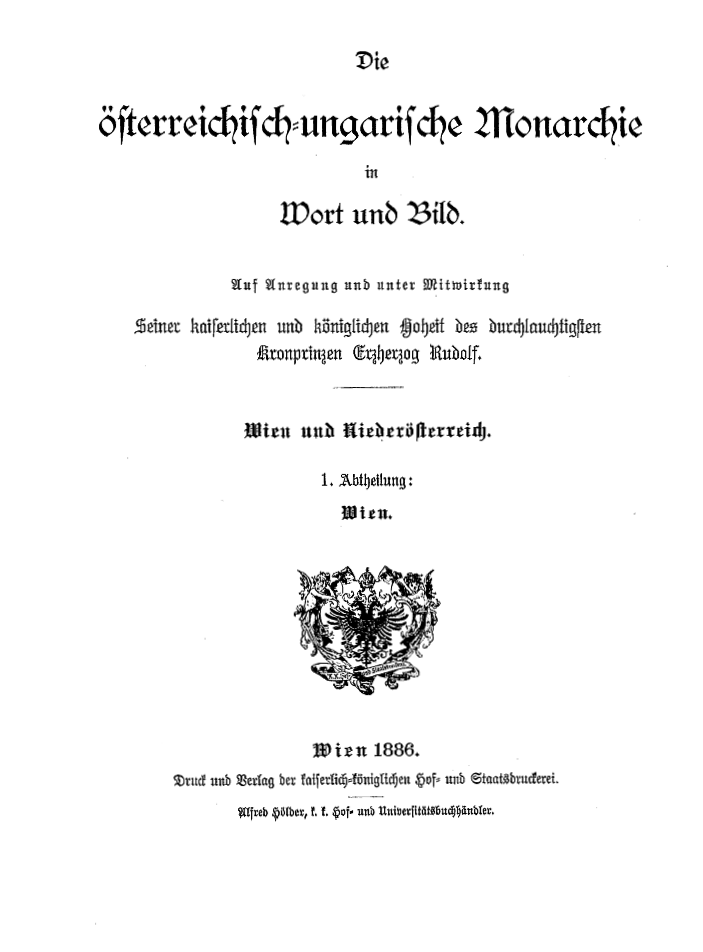
Titelblatt von Band 1

Als Kronprinzenwerk wird allgemein die 24-bändige landeskundliche Enzyklopädie Die österreichisch-ungarische Monarchie in Wort und Bild bezeichnet, die 1883 vom österreichisch-ungarischen Kronprinzen Rudolf angeregt wurde. Die Beiträge wurden von 432 Mitarbeitern, darunter vom 1889 durch Suizid aus dem Leben geschiedenen Kronprinzen Rudolf selbst, verfasst.

## Ausgaben
Die Enzyklopädie beschreibt – nach Kronländern geordnet – Länder, Völker, Landschaften und Regionen der Doppelmonarchie Österreich-Ungarn. Sie erschien in deutscher (24 Bände) und in ungarischer (21 Bände) Sprache (Az Osztrák-Magyar Monarchia írásban és képben). Dementsprechend gab es auch zwei Redaktionen. Der deutschen stand der Schriftsteller, Geschichte- und Geografieprofessor Joseph Weil von Weilen vor, der ungarischen Maurus Jókai. Nur die deutsche Ausgabe wurde ein finanzieller Erfolg, und in der ungarischen Ausgabe kommen gewisse antisemitische Äußerungen vor, die in der deutschen fehlen.

## Bände
Die deutsche Ausgabe erschien von Dezember 1885 bis Juni 1902 in 398 Lieferungen im Verlag der k.k. Hof- und Staatsdruckerei und Alfred von Hölder. Sie enthalten 587 Beiträge auf 12.596 Textseiten sowie 4.529 Holzstiche.
- Band 1: Wien und Niederösterreich, 1. Abtheilung: Wien, 1886
- Band 2: Übersichtsband, 1. Abtheilung: Naturgeschichtlicher Theil, 1887
- Band 3: Übersichtsband, 2. Abtheilung: Geschichtlicher Theil, 1887
- Band 4: Wien und Niederösterreich, 2. Abtheilung: Niederösterreich, 1888
- Band 5: Ungarn, Band 1, 1888
- Band 6: Oberösterreich und Salzburg, 1889
- Band 7: Steiermark, 1890
- Band 8: Kärnten und Krain, 1891
- Band 9: Ungarn, Band 2, 1891
- Band 10: Das Küstenland (Görz, Gradiska, Triest und Istrien), 1891
- Band 11: Dalmatien, 1892
- Band 12: Ungarn, Band 3, 1893
- Band 13: Tirol und Vorarlberg, 1893
- Band 14: Böhmen, Band 1, 1896
- Band 15: Böhmen, Band 2, 1896
- Band 16: Ungarn, Band 4, 1896
- Band 17: Mähren und Schlesien, 1897
- Band 18: Ungarn, Band 5, 1. Abtheilung, 1898
- Band 19: Galicien, 1898
- Band 20: Bukowina, 1899
- Band 21: Ungarn, Band 5, 2. Abtheilung, 1900
- Band 22: Bosnien und Hercegowina, 1901
- Band 23: Ungarn, Band 6, 1902
- Band 24: Croatien und Slavonien, 1902

Die Bandzählung entspricht der im Schlußwort des 24. Bandes angegebenen.